# Anna Favella
Anna Favella (née le 21 septembre 1983 à Rome) est une actrice italienne. 

## Biographie
Anna Favella a joué dans de nombreuses pièces de théâtre avant de débuter à la télévision en 2008 dans le téléfilm Enrico Mattei - L'uomo che guardava al futuro. En 2010, elle interprète Elena Marsili, la protagoniste féminine de la série télévisée italienne Terra ribelle de Cinzia TH Torrini. En 2013 elle est protagoniste du film Mr. America. 

## Théâtre
- Sarto per signora de G. Fedeaux
- Blu Note Bar de S. Benni
- Il medico dei pazzi de E. Scarpetta
- Tutti i colori della notte de A. Lauritano
- Amianto de Leonardo Ferrari Carissimi
- Ti amo… da morire de F. Draghetti et R. Stocchi
- Il Gobbo de S. Mrozek
- Due dozzine di rose scarlatte de A. De Benedetti
- La terra desolata  de T. S. Eliot
- Being Hamlet - La Genesi  de Leonardo Ferrari Carissimi
- Delitto Pasolini - Una considerazione inattuale de Leonardo Ferrari Carissimi
- Love - L'amore ai tempi della ragione permanente de Leonardo Ferrari Carissimi

## Filmographie

### Télévision
- 2008 : Enrico Mattei - L'uomo che guardava al futuro, de Giorgio Capitani
- 2009 : Don Matteo 7, de Giulio Base
- 2010 : Terra ribelle, de Cinzia TH Torrini
- 2012 : Terra ribelle - Il Nuovo Mondo, d'Ambrogio Lo Giudice

### Cinéma
- 2013 : Mr. America, de Leonardo Ferrari Carissimi